# Équipe cycliste Van Hemert Groep
L'équipe cycliste Van Hemert Groep-De Jonge Renner est une équipe cycliste néerlandaise participant aux circuits continentaux de cyclisme et en particulier l'UCI Europe Tour. Depuis 2008, elle ne possède plus le statut professionnel. 

## Saison 2008

### Effectif
- Bram Aalders
- Ruud Aerts
- Niek Basten
- Ralph Bauwens
- Jeroen Boelen
- Sierk de Haan
- Bjorn Hoeben
- Erik Kooijman
- Geert Kouters
- Johan Landström
- Leander Pronk
- Mike Terpstra
- Ben van der Kooi
- Johnny van Diemen
- Jaron van Diemen
- Bram van Oosterhout
- Jorrit Walgien

### Victoires
| Date       | Course                            | Pays     | Classe | Vainqueur     |
| ---------- | --------------------------------- | -------- | ------ | ------------- |
| 23/05/2008 | 6e étape de l’Olympia's Tour      | Belgique | 2.2    | Jeroen Boelen |
| 25/05/2008 | 9e étape de l’Olympia's Tour      | Belgique | 2.2    | Jeroen Boelen |
| 04/06/2008 | 1re étape du Grand Prix Ringerike | Norvège  | 2.2    | Bjorn Hoeben  |